# Euphorbia fanshawei
Euphorbia fanshawei es una especie fanerógama perteneciente a la familia de las euforbiáceas.  Es originaria de   Zaire.

## Descripción
Es una planta perenne herbácea enana con raíces tuberosas, con ramas suculentas espinosas que irradian desde el ápice de un tallo muy recucido, subterráneao que emerge imperceptiblemente de la raíz.

## Ecología
Se encuentra en condiciones húmedas en suelos arenosos, en suelos sombreados de cuarcitas y en los bosques de Brachystegia; en pequeñas depresiones inundadas en verano en asociación con la orquídea terrestre Brachycorythis friesii; etc.
La planta está muy cercana a Euphorbia decidua con la cual puede ser confundida.

## Taxonomía
Euphorbia fanshawei fue descrita por Leslie Charles Leach y publicado en Journal of South African Botany 39: 8. 1973.
Etimología
Euphorbia: nombre genérico que deriva del médico griego del rey Juba II de Mauritania (52 a 50 a. C. - 23), Euphorbus, en su honor – o en alusión a su gran vientre –  ya que usaba médicamente Euphorbia resinifera. En 1753 Carlos Linneo asignó el nombre a todo el género.
fanshawei: epíteto otorgado en honor del colector de plantas  inglés, Denis Basil Fanshawe (1915-1993), quien trabajo en Zambia y Sudamérica.